# Luca Paganini
Luca Rudolf Paganini (Roma, 8 giugno 1993) è un calciatore italiano, centrocampista o ala della Vis Pesaro.

## Biografia
È figlio di Raffaele Paganini e Debora Morina.

## Caratteristiche tecniche
Esterno d'attacco, dotato di velocità e resistenza, è bravo a inserirsi in area e trovare la rete con colpi di testa. Si fa apprezzare anche per i tiri dalla distanza. Al Frosinone, durante le gestioni di Marco Baroni prima e di Alessandro Nesta poi, è stato schierato come interno di centrocampo.

## Carriera

### Club

#### Frosinone
Cresciuto nelle giovanili della Roma sotto la guida di Bruno Conti, a seguito di un difetto della crescita interrompe la propria carriera, che riprenderà successivamente nelle giovanili del Frosinone. Nel 2010 entra a far parte della prima squadra del Frosinone, con cui esordisce in una partita di Coppa Italia. Nel 2011-2012 debutta in Lega Pro Prima Divisione giocando una partita. Nel 2013-2014 colleziona 26 presenze e 3 gol in campionato e 5 presenze e 3 gol nei play-off, contribuendo alla promozione dei frusinati in Serie B.
Nella stagione successiva è ancora un punto fermo della compagine cociara in Serie B: segnando 4 gol in 29 presenze, contribuisce alla prima promozione in Serie A del club e diventa cittadino onorario di Frosinone insieme al resto della squadra. Il 23 agosto 2015 esordisce in Serie A in Frosinone-Torino (1-2). Mette a segno il primo gol in massima serie il 18 ottobre 2015 in Frosinone-Sampdoria (2-0). Segna anche contro il Milan a San Siro nella sfida pareggiata per 3-3, realizzando il gol del momentaneo 0-1. Dopo due stagioni in Serie B condizionate da alcuni infortuni, torna al gol in Serie A nella sconfitta interna per 1-2 contro il Torino del 10 marzo 2019.
Nell'estate del 2020 lascia il Frosinone dopo sette stagioni in cui ha collezionato 194 presenze e 29 gol.

#### Lecce
Il 7 settembre 2020 firma per il Lecce, in Serie B. Con i giallorossi colleziona in totale 30 presenze, per lo più da subentrante, e un gol. 

##### Ascoli e Triestina
Il 27 gennaio 2022 viene prelevato dall'Ascoli,non venendo riscattato a fine stagione. Il 24 agosto successivo firma un biennale con la Triestina, militante in Serie C. Il primo gol arriva il 24 settembre dello stesso anno, nel pareggio per 1-1 contro il Trento.

### Nazionale
Nel dicembre 2014 viene convocato per la prima volta nella nazionale italiana Under-21 dal commissario tecnico Luigi Di Biagio.

## Statistiche

### Presenze e reti nei club
Statistiche aggiornate al 21 maggio 2025.
| Stagione         | Squadra          | Campionato       | Campionato | Campionato | Coppe nazionali | Coppe nazionali | Coppe nazionali | Coppe continentali | Coppe continentali | Coppe continentali | Altre coppe | Altre coppe | Altre coppe | Totale | Totale |
| Stagione         | Squadra          | Comp             | Pres       | Reti       | Comp            | Pres            | Reti            | Comp               | Pres               | Reti               | Comp        | Pres        | Reti        | Pres   | Reti   |
| ---------------- | ---------------- | ---------------- | ---------- | ---------- | --------------- | --------------- | --------------- | ------------------ | ------------------ | ------------------ | ----------- | ----------- | ----------- | ------ | ------ |
| 2010-2011        | Frosinone        | B                | 0          | 0          | CI              | 1               | 0               | -                  | -                  | -                  | -           | -           | -           | 1      | 0      |
| 2011-2012        | Frosinone        | 1D               | 1          | 0          | CI+CI-LP        | 0               | 0               | -                  | -                  | -                  | -           | -           | -           | 1      | 0      |
| 2012-gen. 2013   | Frosinone        | 1D               | 8          | 0          | CI              | 1               | 0               | -                  | -                  | -                  | -           | -           | -           | 9      | 0      |
| gen.-giu. 2013   | Fondi            | 2D               | 16         | 2          | CI-LP           | 0               | 0               | -                  | -                  | -                  | -           | -           | -           | 16     | 2      |
| 2013-2014        | Frosinone        | 1D               | 26+5       | 3+3        | CI+CI-LP        | 4+1             | 0+1             | -                  | -                  | -                  | -           | -           | -           | 36     | 7      |
| 2014-2015        | Frosinone        | B                | 29         | 4          | CI              | 1               | 0               | -                  | -                  | -                  | -           | -           | -           | 30     | 4      |
| 2015-2016        | Frosinone        | A                | 27         | 2          | CI              | 1               | 0               | -                  | -                  | -                  | -           | -           | -           | 28     | 2      |
| 2016-2017        | Frosinone        | B                | 18+2       | 3          | CI              | 2               | 1               | -                  | -                  | -                  | -           | -           | -           | 22     | 4      |
| 2017-2018        | Frosinone        | B                | 18+2       | 3+1        | CI              | 2               | 0               | -                  | -                  | -                  | -           | -           | -           | 22     | 4      |
| 2018-2019        | Frosinone        | A                | 14         | 2          | CI              | 0               | 0               | -                  | -                  | -                  | -           | -           | -           | 14     | 2      |
| 2019-2020        | Frosinone        | B                | 24+5       | 5          | CI              | 2               | 1               | -                  | -                  | -                  | -           | -           | -           | 31     | 6      |
| Totale Frosinone | Totale Frosinone | Totale Frosinone | 165+14     | 22+4       |                 | 15              | 3               |                    | -                  | -                  |             | -           | -           | 194    | 29     |
| 2020-2021        | Lecce            | B                | 20+1       | 1          | CI              | 1               | 0               | -                  | -                  | -                  | -           | -           | -           | 22     | 1      |
| 2021-gen. 2022   | Lecce            | B                | 7          | 0          | CI              | 1               | 0               | -                  | -                  | -                  | -           | -           | -           | 8      | 0      |
| Totale Lecce     | Totale Lecce     | Totale Lecce     | 28         | 1          |                 | 2               | 0               |                    | -                  | -                  |             | -           | -           | 30     | 1      |
| gen.-giu. 2022   | Ascoli           | B                | 12+1       | 0          | CI              | -               | -               | -                  | -                  | -                  | -           | -           | -           | 13     | 0      |
| 2022-2023        | Triestina        | C                | 32+2       | 3          | CI-C            | 0               | 0               | -                  | -                  | -                  | -           | -           | -           | 34     | 3      |
| 2023-2024        | Latina           | C                | 36+1       | 2          | CI-C            | 3               | 1               | -                  | -                  | -                  | -           | -           | -           | 40     | 3      |
| 2024-2025        | Vis Pesaro       | C                | 34+5       | 3+2        | CI-C            | 1               | 0               | -                  | -                  | -                  | -           | -           | -           | 40     | 5      |
| Totale carriera  | Totale carriera  | Totale carriera  | 316+24     | 38         |                 | 20              | 4               |                    | -                  | -                  |             | -           | -           | 360    | 12     |